# Poklatki
Poklatki – wieś w Polsce położona w województwie wielkopolskim, w powiecie poznańskim, w gminie Kleszczewo. 
Poklatki od roku 1388 zawdzięczają nazwę ziemianinowi o imieniu Poklatka. W wieku XVI Poklatki należały do powiatu pyzdrskiego. 
W latach 1975–1998 miejscowość administracyjnie należała do województwa poznańskiego.
Na południe od wsi, przy gruntowej drodze do Markowic pozostałości cmentarza ewangelickiego.